# Ferdinand I van Roemenië
Ferdinand Victor Albert Meinrad van Hohenzollern-Sigmaringen (Sigmaringen, 24 augustus 1865 - Boekarest, 20 juli 1927) was van 10 oktober 1914 tot zijn dood koning van Roemenië. Hij was de tweede zoon van Leopold van Hohenzollern-Sigmaringen en Antonia Maria van Portugal, dochter van Maria II van Portugal.
Hij was een verlegen man, maar cultureel zeer onderlegd. Hij sprak vloeiend verschillende vreemde talen en hield erg van botanie. Informeel werd hij "Nando" genoemd.

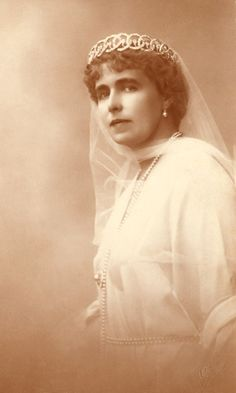
Koningin Marie

Ferdinand bezocht Roemenië voor het eerst in 1884, maar keerde korte tijd later terug naar Duitsland om zijn studie af te ronden. Nadat zijn vader Leopold en zijn broer Willem hadden afgezien van hun recht op de troon werd hij in november 1888 troonopvolger van zijn oom Carol I. Hij ging weer naar Roemenië om zijn plichten als troonopvolger te vervullen. De koning had weinig sympathie voor zijn neef en liet dit duidelijk blijken door hem openlijk te vernederen en te beledigen.
In 1893 trad hij in het huwelijk met prinses Marie van Edinburgh, dochter van hertog Alfred van Saksen-Coburg en Gotha en Maria Aleksandrova en alzo een kleindochter van koningin Victoria en tsaar Alexander II. Marie (bijgenaamd "Missy") was knap, verwaand en melodramatisch en koos de zijde van haar schoonvader.
Ferdinand volgde op 10 oktober 1914 zijn oom op als koning. Op 14 september 1916 besloot hij onder invloed van zijn gemalin mee te doen aan de Eerste Wereldoorlog en tegen Duitsland en Oostenrijk-Hongarije te strijden, hoewel hij familie was van de Duitse keizer Wilhelm II. Zijn familie verstootte hem daarop en hees de zwarte vlag op Slot Hohenzollern. Door samen te werken met Engeland en Frankrijk wilde Ferdinand de drie miljoen etnische Roemenen van het Hongaarse Transsylvanië en Boekovina toevoegen aan zijn 7,5 miljoen onderdanen.
Roemenië werd eind 1916 verpletterend verslagen en de regering moest uitwijken naar Iași. In 1918 ging het de Roemeense troepen echter weer goed en Ferdinand keerde terug naar Boekarest. Dankzij de geboekte overwinningen en de territoriale verliezen van Hongarije (gedurende de Hongaars-Roemeense Oorlog) en Rusland werd Roemenië flink uitgebreid. Op 15 oktober 1922 werd Ferdinand in Alba Iulia, in het hart van Transsylvanië, in een spectaculaire ceremonie tot koning Ferdinand Intregitorul (degene die iets compleet maakt) van Groot-Roemenië gekroond.
De binnenlandse politiek werd onder hem beheerst door de conservatieve liberale partij geleid door de gebroeders Ion en Vintilă Brătianu. Wrang genoeg zorgde het toevoegen van Transsylvanië aan het land juist voor meer steun voor de oppositie. De belangrijkste oppositiepartijen verenigden zich in 1924 tot de Nationale Boerenpartij.
Ferdinands zoon Karel deserteerde uit het leger en ging er met zijn minnares vandoor naar Parijs. Hij gaf zijn recht op de troon op. Michael, kleinzoon van de koning, volgde hem na diens dood in 1927 op. Overigens zou Karel als Carol II ook nog tien jaar (1930-1940) op de troon zitten.
Ter ere van de overleden vorst werd in 1929 een ridderorde, de Orde van Ferdinand I, ingesteld.

## Kinderen
Ferdinand en Marie hadden de volgende kinderen:
| Afbeelding | Naam              | Geboren         | Overleden        | Bijzonderheden                                  |
| ---------- | ----------------- | --------------- | ---------------- | ----------------------------------------------- |
|            | Kroonprins Carol  | 15 oktober 1893 | 4 april 1953     | Huwde in 1921 met Helena van Griekenland.       |
|            | Prinses Elisabeth | 12 oktober 1894 | 14 november 1956 | Huwde George II van Griekenland.                |
|            | Prinses Marie     | 6 januari 1900  | 22 juni 1961     | Huwde Alexander I van Joegoslavië.              |
|            | Prins Nicolaas    | 5 augustus 1903 | 9 juni 1978      | Huwde Ioana Dumitrescu-Doletti.                 |
|            | Prinses Ileana    | 5 januari 1909  | 21 januari 1991  | Huwde aartshertog Anton van Oostenrijk-Toscane. |
|            | Prins Mircea      | 3 januari 1913  | 2 november 1916  | Overleed aan de gevolgen van tyfus.             |

## Voorouders
| Voorouders van Ferdinand I van Roemenië | Voorouders van Ferdinand I van Roemenië                                                   | Voorouders van Ferdinand I van Roemenië                                                   | Voorouders van Ferdinand I van Roemenië                                                   | Voorouders van Ferdinand I van Roemenië                                                   | Voorouders van Ferdinand I van Roemenië                                                   | Voorouders van Ferdinand I van Roemenië                                                   | Voorouders van Ferdinand I van Roemenië                                                            | Voorouders van Ferdinand I van Roemenië                                                            |
| --------------------------------------- | ----------------------------------------------------------------------------------------- | ----------------------------------------------------------------------------------------- | ----------------------------------------------------------------------------------------- | ----------------------------------------------------------------------------------------- | ----------------------------------------------------------------------------------------- | ----------------------------------------------------------------------------------------- | -------------------------------------------------------------------------------------------------- | -------------------------------------------------------------------------------------------------- |
| Overgrootouders                         | Karel van Hohenzollern-Sigmaringen (1785-1853) ∞ Marie Antoinette Murat (1793-1847)       | Karel van Hohenzollern-Sigmaringen (1785-1853) ∞ Marie Antoinette Murat (1793-1847)       | Karel van Baden (1786-1818) ∞ Stéphanie de Beauharnais (1789-1860)                        | Karel van Baden (1786-1818) ∞ Stéphanie de Beauharnais (1789-1860)                        | Peter I van Brazilië (1798-1834) ∞ Leopoldina van Oostenrijk (1797-1826)                  | Peter I van Brazilië (1798-1834) ∞ Leopoldina van Oostenrijk (1797-1826)                  | Ferdinand George August van Saksen-Coburg-Saalfeld-Koháry (1785-1851) ∞ Antonia Koháry (1797-1862) | Ferdinand George August van Saksen-Coburg-Saalfeld-Koháry (1785-1851) ∞ Antonia Koháry (1797-1862) |
| Grootouders                             | Karel Anton van Hohenzollern-Sigmaringen (1811-1885) ∞ Josefine van Baden (1813-1900)     | Karel Anton van Hohenzollern-Sigmaringen (1811-1885) ∞ Josefine van Baden (1813-1900)     | Karel Anton van Hohenzollern-Sigmaringen (1811-1885) ∞ Josefine van Baden (1813-1900)     | Karel Anton van Hohenzollern-Sigmaringen (1811-1885) ∞ Josefine van Baden (1813-1900)     | Maria II van Portugal (1819-1853) ∞ Ferdinand II van Portugal (1816-1885)                 | Maria II van Portugal (1819-1853) ∞ Ferdinand II van Portugal (1816-1885)                 | Maria II van Portugal (1819-1853) ∞ Ferdinand II van Portugal (1816-1885)                          | Maria II van Portugal (1819-1853) ∞ Ferdinand II van Portugal (1816-1885)                          |
| Ouders                                  | Leopold van Hohenzollern-Sigmaringen (1835-1905) ∞ Antonia Maria van Portugal (1845-1913) | Leopold van Hohenzollern-Sigmaringen (1835-1905) ∞ Antonia Maria van Portugal (1845-1913) | Leopold van Hohenzollern-Sigmaringen (1835-1905) ∞ Antonia Maria van Portugal (1845-1913) | Leopold van Hohenzollern-Sigmaringen (1835-1905) ∞ Antonia Maria van Portugal (1845-1913) | Leopold van Hohenzollern-Sigmaringen (1835-1905) ∞ Antonia Maria van Portugal (1845-1913) | Leopold van Hohenzollern-Sigmaringen (1835-1905) ∞ Antonia Maria van Portugal (1845-1913) | Leopold van Hohenzollern-Sigmaringen (1835-1905) ∞ Antonia Maria van Portugal (1845-1913)          | Leopold van Hohenzollern-Sigmaringen (1835-1905) ∞ Antonia Maria van Portugal (1845-1913)          |
| Ferdinand I van Roemenië (1865-1927)    |                                                                                           |                                                                                           |                                                                                           |                                                                                           |                                                                                           |                                                                                           | | |

Alexander Jan I ·
Carol I ·
Ferdinand I ·
Michaël I ·
Carol II ·
Michaël I